# The Royal Tenenbaums
The Royal Tenenbaums er en amerikansk film fra 2001 med instruktion af Wes Anderson. Blandt skuespillerne kan nævnes Gene Hackman, Gwyneth Paltrow, Ben Stiller og Bill Murray. Filmen handler om tre søskende der har stor succes i deres ungdom, men som på grund af deres fars svigt, senere oplever store fiaskoer. 

## Handling
Royal Tenenbaum forklarer til sine tre børn, Chas, Margot, og Richie, at han og hans kone, Etheline, er ved at blive separeret. Hver af de tre Tenenbaum børn har opnået stor succes i en meget ung alder. Chas er et geni indenfor matematik og forretning, fra hvem Royal stjæler penge. Margot, der blev adopteret af Tenenbaums, blev tildelt et tilskud til et teaterstykke, som hun skrev i niende klasse. Richie er en tennis talent og kunstner. Han udtrykker sin kærlighed til sin søster Margot gennem mange malerier. Royal tager ham med på regelmæssige ture, som ingen af de andre børn er inviteret med på. Eli Cash er Tenenbaums' nabo og Richies bedste ven.
22 år senere, bliver Royal smidt ud af hotellet som har han boet på. I mellemtiden er alle Tenenbaum børn i en post-succes nedtur. Richie rejser verden på et krydstogtskib efter et sammenbrud; han skriver et brev til Eli hvor han forklerer, at han er forelsket i Margot. Chas er blevet ekstremt overbeskyttende af hans to sønner, Ari og Uzi, efter hans kone Rachael død i et flystyrt. Margot er gift med neurolog Raleigh St. Clair, fra hvem hun skjuler sin rygning og hendes broget fortid. Raleigh udfører forskning om et emne hedder Dudley Heinsbergen. I mellemtiden frier Etheline mangeårige revisor, Henry Sherman, til hende.
I betragtning af den nyhed, at Etheline overvejer at gifte sig med Henry, udtænker Royal en plan for at overbevise Etheline om, at han har mavekræft for at vinde hende og hans børn tilbage. Han fortæller Etheline hvordan hans sygdom udvikler sig, og opstiller medicinsk udstyr på Richies værelse. Etheline kalder hver enkelt af sine børn hjem. Royal lærer af Chas' overbeskyttende natur og beslutter at tage sine børnebørn med ud på et eventyr, der involverer butikstyveri og hundekampe. Efter deres tilbagevenden, skælder Chas ham ud. Royal beskylder Chas for at have et nervøst sammenbrud .
Eli, med hvem Margot har haft en affære, fortæller hende, at Richie elsker hende. Royal opdager affæren, og genstande til Margot behandling af Raleigh, der betror Richie sine mistanker om Margot. Han og Richie hyrer en privatdetektiv til at udspionere hende.
Henry undersøger Royals påståede kræftsygdom og opdager at hospitalet havde lukket mange år tilbage, hans læge er falsk, og at hans cancermedicin bare er Tic Tac. Han konfronterer Pagoda og samler hele familien til at fortælle dem, hvad han har opdaget; hvorefter Royal og Pagoda forlader ejendommen.
Richie og Raleigh få den private rapport om Margot, der afslører hendes historie af rygning og seksuel promiskuitet, herunder hendes første ægteskab med en jamaicansk musiker. Mens Raleigh kun kommenterer på hendes rygning, tager Richie nyheden meget sværere. Han går ind i badeværelset, barberer sit skæg og det meste af sit hår, og roligt skærer sine håndled op. Dudley finder ham i en blodpøl, og Raleigh iler med ham til hospitalet. Kort efter, da Tenenbaums sidder i venteværelset, konfronterer Raleigh Margot inden de forlader hinanden. Senere undslipper Richie hospitalet og mødes med Margot. De deler deres hemmelige kærlighed med hinanden og kysser.
Royal beslutter, at han ønsker at Etheline skal være glad og har sørget for deres skilsmisse. Inden Henry og Etheline bryllup, kører Eli, høj på mescalin, sin bil ind i siden af huset, hvor Ari og Uzi mangler, men Royal har ført dem i sikkerhed. Drengenes hund, Buckley, er derimod bliver dræbt i uheldet. Rasende, jager Chas Eli gennem huset; når han haler ind på ham, slås de til de segner. Eli indser, at han har brug for seriøs hjælp og Chas er enig i, at han har brug for hjælp ligeså. Chas takker Royal for at redde hans sønner og købe en dalmatiner opkaldt Tændrør fra brandmændene, for at erstatte Buckley. Otteogfyrre timer senere er Etheline og Henry gift.
Nogen tid senere, Margot frigiver en ny skuespil baseret på hendes familie. Raleigh udgiver en bog om Dudleys tilstand, Eli indlæger sig selv ind på en afvænningsklinik i North Dakota, og Richie starter et junior tennis program. Royal har en hjerteanfald og dør i en alder af 68, med Chas som det eneste vidne. Familien overværer hans begravelse og forlade gudstjenesten sammen. Royals gravskrift lyder, at han "Died tragically rescuing his family from the wreckage of a destroyed sinking battleship."

## Medvirkende
- Gene Hackman som Royal Tenenbaum
- Anjelica Huston som Etheline Tenenbaum
- Gwyneth Paltrow som Margot Tenenbaum
- Ben Stillersom Chas Tenenbaum
- Luke Wilson som Richie Tenenbaum
- Owen Wilson som Eli Cash
- Bill Murray som Raleigh St. Clair
- Danny Glover som Henry Sherman
- Kumar Pallana som Pagoda
- Seymour Cassel som Dusty
- Andrew Wilson som Fader Farmer/Tex Hayward
- Fortælleren af historien er Alec Baldwin.